# Trechus debilis
Trechus debilis é uma espécie de insetos coleópteros pertencente à família Carabidae.
A autoridade científica da espécie é Wollaston, tendo sido descrita no ano de 1871.
Trata-se de uma espécie presente no território português.